# Venusspegel
Venusspegel (Legousia speculum-veneris) är en klockväxtart som först beskrevs av Carl von Linné, och fick sitt nu gällande namn av Jean-François Durande och Dominique Villars. Enligt Catalogue of Life ingår Venusspegel i släktet venusspeglar och familjen klockväxter, men enligt Dyntaxa är tillhörigheten istället släktet venusspeglar och familjen klockväxter. Arten förekommer tillfälligt i Sverige, men reproducerar sig inte. Inga underarter finns listade i Catalogue of Life.

## Bildgalleri

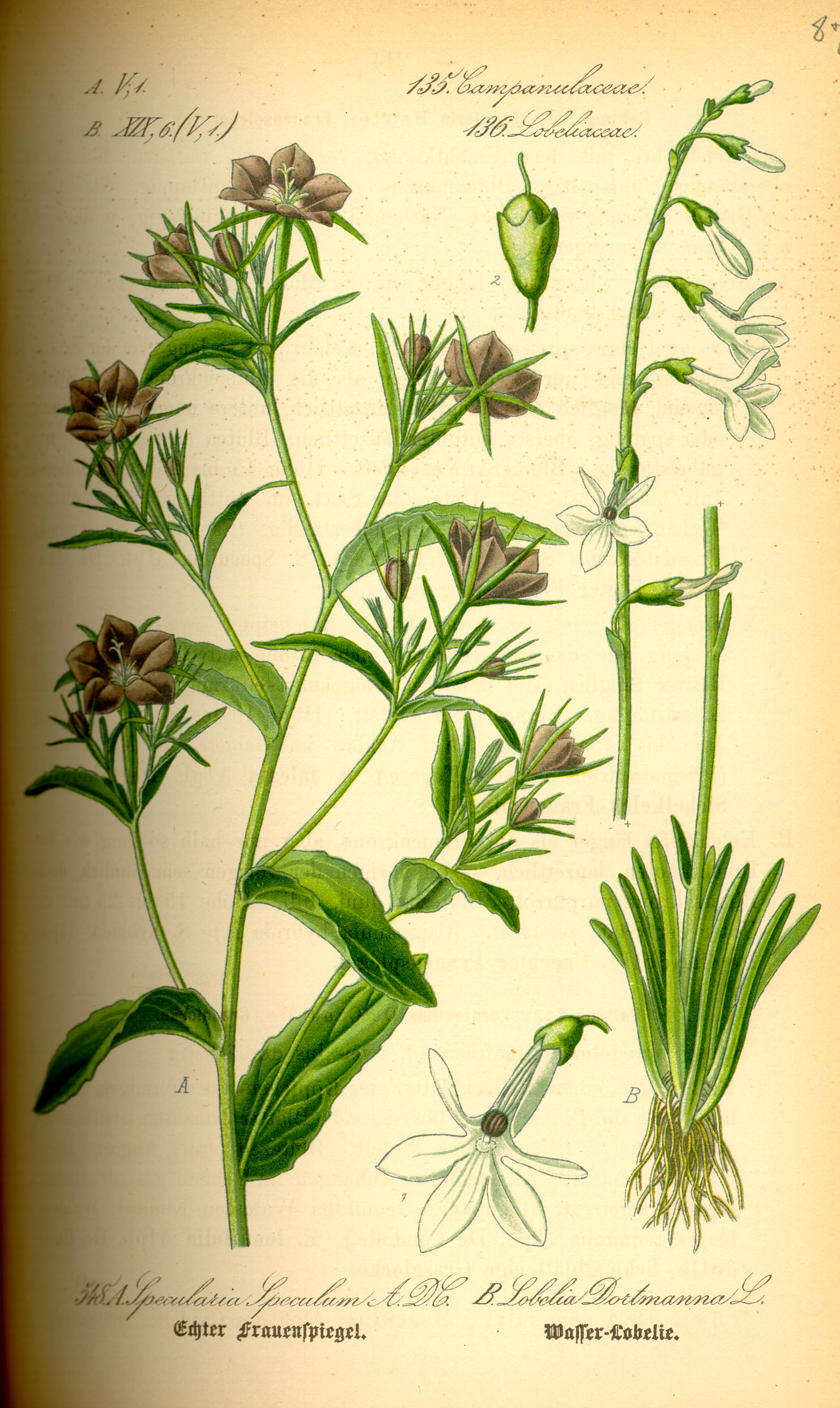